# Coppa America di pallavolo 2007
La VI Coppa America di pallavolo si svolse a Manaus, in Brasile, dal 15 al 19 agosto 2007. Al torneo parteciparono 6 squadre nazionali nordamericane e sudamericane  e la vittoria finale andò per la seconda volta agli Stati Uniti.

## Squadre partecipanti
- Argentina
- Brasile
- Canada
- Cuba
- Rep. Dominicana
- Stati Uniti

## Gironi
| Gruppo A                     | Gruppo B                     |
| ---------------------------- | ---------------------------- |
| Argentina Canada Stati Uniti | Brasile Cuba Rep. Dominicana |

## Fase finale

### Finali 1º e 3º posto
|  | Semifinali  | Semifinali  | Semifinali  |             |         | Finale          | Finale          | Finale          |  |
|  |             |             |             |             |         |                 |                 |                 |  |
|  | Brasile     | Brasile     | 3           |             |         |                 |                 |                 |  |
|  | Brasile     | Brasile     | 3           |             |         |                 |                 |                 |  |
|  | Argentina   | Argentina   | 0           |             |         |                 |                 |                 |  |
|  | Argentina   | Argentina   | 0           |             | Brasile | Brasile         | 2               |                 |  |
|  |             |             |             |             | Brasile | Brasile         | 2               |                 |  |
|  |             |             | Stati Uniti | Stati Uniti | 3       |                 |                 |                 |  |
|  | Stati Uniti | Stati Uniti | Stati Uniti | Stati Uniti | 3       | 3               |                 |                 |  |
|  | Stati Uniti | Stati Uniti |             |             |         | 3               |                 |                 |  |
|  | Cuba        | Cuba        | 0           |             |         | Finale 3º posto | Finale 3º posto | Finale 3º posto |  |
|  | Cuba        | Cuba        | 0           |             |         |                 |                 |                 |  |
|  |             |             |             |             |         |                 |                 |                 |  |
|  |             |             |             |             |         | Argentina       | Argentina       | 1               |  |
|  |             |             |             |             |         | Argentina       | Argentina       | 1               |  |
|  |             |             |             |             |         | Cuba            | Cuba            | 3               |  |

## Classifica finale
| Classifica | Squadre         |
| ---------- | --------------- |
|            | Stati Uniti     |
|            | Brasile         |
|            | Cuba            |
| 4          | Argentina       |
| 5          | Canada          |
| 6          | Rep. Dominicana |

## Premi individuali
- Miglior realizzatore: Lucas Chavez
- Miglior schiacciatore: Roberlandy Simón
- Miglior muro: Roberlandy Simón
- Miglior servizio: Lucas Saatkamp
- Miglior palleggiatore: Bruno de Rezende
- Miglior ricevitore: William Priddy
- Miglior difensore: Chris Wolfenden